# Bulbophyllum sarcanthiforme
Bulbophyllum sarcanthiforme là một loài phong lan thuộc chi Bulbophyllum.